# Agostocaris bozanici
Agostocaris bozanici is een garnalensoort uit de familie van de Agostocarididae. De wetenschappelijke naam van de soort is voor het eerst geldig gepubliceerd in 1988 door Kensley.
De soort komt voor op de eilanden langs de kusten van Yucatán waaronder het eiland Cozumel.